# Vávrova skála (přírodní památka)
Vávrova skála (do roku 2017 Na skále) je přírodní památka severovýchodně od Pohledce u Nového Města na Moravě v okrese Žďár nad Sázavou v Kraji Vysočina. Předmětem ochrany je skalní ortorulový útvar se společenstvy smilkových trávníků a fragmenty brusnicové vegetace. Do 20. listopadu se chráněné území nazývalo Na skále. Skalní útvar se nachází v Hornosvratecké vrchovině a je součástí chráněné krajinné oblasti Žďárské vrchy.

## Geologie
Skalní útvar s rozměry přibližně 18 × 15,5 metrů a s výškou 10,5 metru[zdroj⁠?!] se nachází v nadmořské výšce 738–742 metrů a vznikl působením mrazu a vody v období starších čtvrtohor.
Pohledecký kopec tvoří horniny migmatit až ortorula, svahy na západě a východě pásy pararuly, na jihozápadě amfibolit, metamorfní jednotky v moldanubiku a na jihovýchodě okrajově dvojslídný svor svrateckého krystalinika (paleozoikum až proterozoikum).